# Liste der Kulturdenkmäler in Nieder-Ohmen
Die folgende Liste enthält die in der Denkmaltopographie ausgewiesenen Kulturdenkmäler auf dem Gebiet des Ortsteils Nieder-Ohmen der Gemeinde Mücke, Vogelsbergkreis, Hessen.
Hinweis: Die Reihenfolge der Denkmäler in dieser Liste orientiert sich an der Anschrift, alternativ ist sie auch nach der Bezeichnung, der vom Landesamt für Denkmalpflege vergebenen Nummer oder der Bauzeit sortierbar.
Kulturdenkmäler werden fortlaufend im Denkmalverzeichnis des Landes Hessen durch das Landesamt für Denkmalpflege Hessen auf Basis des Hessischen Denkmalschutzgesetzes (HDSchG) geführt. Die Schutzwürdigkeit eines Kulturdenkmals hängt nicht von der Eintragung in das Denkmalverzeichnis des Landes Hessen oder der Veröffentlichung in der Denkmaltopographie ab.

Die bisher bekannten Bau- und Kunstdenkmäler hat das Landesamt für Denkmalpflege Hessen in sogenannten Arbeitslisten erfasst. Den Arbeitslisten liegen Erkenntnisse aus Akten, Ortsbegehungen und Denkmalinventaren, jedoch keine neuere systematische Forschung, zugrunde. Die Benehmensherstellung mit der Gemeinde gemäß § 11 Abs. 1 HDSchG ist noch nicht erfolgt.
Das Vorhandensein oder Fehlen eines Objekts in dieser Liste ist keine rechtsverbindliche Auskunft darüber, ob es Kulturdenkmal ist oder nicht: Diese Liste entspricht möglicherweise nicht dem aktuellen Stand der offiziellen Denkmaltopographie. Diese ist für Hessen in den entsprechenden Bänden der Denkmaltopographie Bundesrepublik Deutschland und im Internet unter DenkXweb – Kulturdenkmäler in Hessen einsehbar. Auch diese Quellen sind, obwohl sie durch das Landesamt für Denkmalpflege Hessen aktualisiert werden, nicht immer aktuell, da es im Denkmalbestand immer wieder Änderungen gibt.
Eine verbindliche Auskunft erteilt allein das Landesamt für Denkmalpflege Hessen.
Nutze diese Kartenansicht, um Koordinaten in der Liste zu setzen. In dieser Kartenansicht sind Kulturdenkmale ohne Koordinaten mit einem roten bzw. orangen Marker dargestellt und können in der Karte gesetzt werden. Kulturdenkmale ohne Bild sind mit einem blauen bzw. roten Marker gekennzeichnet, Kulturdenkmale mit Bild mit einem grünen bzw. orangen Marker.
| Bild              | Bezeichnung                                     | Lage                                                             | Beschreibung                    | Bauzeit                                 | Objekt-Nr. |
| ----------------- | ----------------------------------------------- | ---------------------------------------------------------------- | ------------------------------- | --------------------------------------- | ---------- |
| Bild gesucht BW   | Gesamtanlage I - Dorfkern                       | Lage                                                             |                                 |                                         | 813347 DDB |
| weitere Bilder    | Gesamtanlage II - Merlauer Straße               | Lage                                                             | Merlauer Straße 4,5,7,9,11      |                                         | 813346 DDB |
| Bild gesucht BW   |                                                 | Am Berg 21 LageFlur: 1, Flurstück: 43                            |                                 |                                         | 813238 DDB |
| Bild gesucht BW   |                                                 | Am Berg 22 LageFlur: 1, Flurstück: 74                            |                                 |                                         | 813700 DDB |
| weitere Bilder    | Jüdischer Friedhof                              | Auf dem Kreuz (Atzenhainer Weg) LageFlur: 5, Flurstück: 186      | Jüdischer Friedhof              | 1889                                    | 813227 DDB |
| Bild gesucht BW   |                                                 | Bahngasse 10 LageFlur: 3, Flurstück: 53                          |                                 |                                         | 813979 DDB |
| weitere Bilder    |                                                 | Bernsfelder Straße 13 LageFlur: 1, Flurstück: 118                |                                 |                                         | 814227 DDB |
| Bild gesucht BW   |                                                 | Bernsfelder Straße 15 LageFlur: 1, Flurstück: 119                |                                 |                                         | 813696 DDB |
| Bild gesucht BW   |                                                 | Bernsfelder Straße 19 LageFlur: 1, Flurstück: 120                |                                 |                                         | 813243 DDB |
| Bild gesucht BW   | Gefallenendenkmal auf dem christlichen Friedhof | Bernsfelder Straße 50 LageFlur: 4, Flurstück: 52/5               |                                 |                                         | 813266 DDB |
| weitere Bilder    | Backhaus                                        | Judenberg LageFlur: 6, Flurstück: 29/1                           |                                 |                                         | 813237 DDB |
| Stellwerk         | Stellwerk                                       | Kirschgartener Straße LageFlur: 6, Flurstück: 1/2                |                                 |                                         | 813239 DDB |
| Bild gesucht BW   | Bahnhof Nieder-Ohmen                            | Kirschgartener Straße 1 LageFlur: 6, Flurstück: 1/3              |                                 |                                         | 813951 DDB |
| Bild gesucht BW   |                                                 | Marktgasse 10 LageFlur: 1, Flurstück: 107/3                      |                                 |                                         | 813244 DDB |
| Merlauer Straße 1 |                                                 | Merlauer Straße 1 LageFlur: 3, Flurstück: 20                     |                                 |                                         | 813240 DDB |
| Bild gesucht BW   | Pfarrhaus                                       | Merlauer Straße 11 LageFlur: 5, Flurstück: 4                     |                                 |                                         | 813241 DDB |
| Bild gesucht BW   |                                                 | Merlauer Straße 18 LageFlur: 5, Flurstück: 19                    |                                 |                                         | 813268 DDB |
| Bild gesucht BW   |                                                 | Merlauer Straße 22 LageFlur: 5, Flurstück: 20                    |                                 |                                         | 813267 DDB |
| Bild gesucht BW   | Villa Louise                                    | Merlauer Straße 49 LageFlur: 4, Flurstück: 200/1                 |                                 |                                         | 814226 DDB |
| Bild gesucht BW   |                                                 | Obergasse 10 LageFlur: 3, Flurstück: 175/5                       |                                 |                                         | 813264 DDB |
| Bild gesucht BW   | Hof Obergrubenbach                              | Obergrubenbach LageFlur: 19, Flurstück: 11                       |                                 |                                         | 938833 DDB |
| Bild gesucht BW   | Ohmbrücke                                       | Ohm, Gewann II, Merlauer Straße LageFlur: 5, Flurstück: 11       |                                 |                                         | 938834 DDB |
| Bild gesucht BW   | Ohmbrücke                                       | Ohm, Gewann II, Untergasse LageFlur: 3, Flurstück: 77            |                                 |                                         | 813249 DDB |
| Bild gesucht BW   |                                                 | Rathausgasse 4 LageFlur: 3, Flurstück: 26/2                      |                                 |                                         | 813242 DDB |
| Bild gesucht BW   |                                                 | Rathausgasse 5A LageFlur: 4, Flurstück: 17/2                     |                                 |                                         | 814221 DDB |
| Rathausgasse 8    |                                                 | Rathausgasse 8 LageFlur: 3, Flurstück: 28/1                      |                                 |                                         | 813236 DDB |
| weitere Bilder    | Ehemaliges Rathaus                              | Rathausgasse 10 LageFlur: 3, Flurstück: 30                       |                                 |                                         | 813952 DDB |
| weitere Bilder    | Evangelische Kirche                             | Rathausgasse 12 LageFlur: 3, Flurstück: 29                       | Spätklassizistische Saalkirche. | 1886, Vorgängerkirche seit 1233 belegt. | 813246 DDB |
| Rathausgasse 14   |                                                 | Rathausgasse 14 LageFlur: 3, Flurstück: 32/3                     |                                 |                                         | 813245 DDB |
| Schule            | Schule                                          | Rathausgasse, Rathausgasse 24 LageFlur: 3, Flurstück: 1, 2, 4, 5 |                                 |                                         | 813247 DDB |
| Bild gesucht BW   |                                                 | Untergasse 13 LageFlur: 3, Flurstück: 67                         |                                 |                                         | 813267 DDB |
| Bild gesucht BW   |                                                 | Untergasse 19 LageFlur: 3, Flurstück: 69                         |                                 |                                         | 813980 DDB |